# 泰萊加鄉 (普拉霍瓦縣)
45°08′N 25°47′E / 45.133°N 25.783°E
泰萊加鄉（羅馬尼亞語：Comuna Telega, Prahova），是羅馬尼亞的鄉份，位於該國中南部，由普拉霍瓦縣負責管轄，處於布加勒斯特以北80公里，每年平均降雨量1,122毫米，海拔高度567米，2007年人口6,010。